# مت باتالیا
مت باتالیا (به انگلیسی: Matt Battaglia) متولد ۲۵ سپتامبر ۱۹۶۵ یک تهیه‌کننده فیلم، بازیگر و بازیکن فوتبال سابق آمریکایی است.